# Luo Hengyu
Luo Hengyu, född 22 december 1972, är en kinesisk bågskytt. Han deltog vid olympiska sommarspelen 1996.